# Moja Republika
Moja Republika (Republica mea) este, începând cu 2012, imnul național al Republika Srpska. Moja Republika a fost compus în compus în 2008 de Mladen Matović, pe muzica lui Mladen Matović.